# Saint-Sulpice (Vaud)
Saint-Sulpice é uma comuna da Suíça, situada no distrito do Ouest lausannois, no cantão de Vaud. Tem 1,85 km² de área e sua população em 2018 foi estimada em 4.668 habitantes.